# Motron GTO
Il Motron GTO è stata la versione di punta della produzione Motron dal 1986 in poi, si tratta dell'erede del Motron SV3R in produzione dal 1978 fino al 1985.

## Il contesto
Come nel Malaguti Fifty fanno la prima apparizione nel segmento dei tuboni il raffreddamento a liquido e una consistente carenatura. Dal 1986 al 1990 è prodotto in una sola versione, mentre in seguito la gamma si ampliò: all'apice del successo commerciale, tra il 1993 e il 1994, veniva prodotto in 8 versioni.
Il ciclomotore venne  apprezzato soprattutto per la linea sportiva ed accattivante, abbinata alle prestazioni al top della gamma garantite dalla motorizzazione Minarelli della serie RV. La dotazione di serie comprendeva forcellone posteriore a sezione rettangolare, motore con aspirazione lamellare, forcella anteriore in alluminio, accensione elettronica Ducati Energia.